# آکتراردر
آکتراردر (به انگلیسی: Auchterarder) یک شهرک در اسکاتلند است که در پرت و کینروس واقع شده‌است. آکتراردر ۳٬۹۴۵ نفر جمعیت دارد.